# Richard Wilkins
Richard Wilkins III, ou le Maire, est un personnage de  la série Buffy contre les vampires, joué par Harry Groener. Il est le fondateur et le maire maléfique de Sunnydale ainsi que l'antagoniste principal de la saison 3, dont une des intrigues souterraines suit son rituel pour l'Ascension qui doit avoir lieu pour le centenaire de Sunnydale. Il se distingue des autres principaux méchants de la série par ses manières impeccables et son comportement souvent amical et charmeur (bien que ce ne soit qu'une façade).

## Biographie fictive
Figure antagoniste principale de Buffy Summers dans la saison 3, le Maire est mentionné à plusieurs reprises dans la saison précédente, essentiellement par le principal R. Snyder, qui demande à s'entretenir avec lui par téléphone dans l'épisode La Soirée de Sadie Hawkins. Il est maire de Sunnydale depuis la fondation de la ville en 1899 et s'est assuré sa longévité ainsi que son pouvoir politique en pactisant avec des démons à qui il rend un tribut. Il n'a peur que de deux choses : les microbes et qu'il arrive quelque chose à Faith qu'il considère comme sa fille. Il a eu une femme qu'il a vu mourir de vieillesse.

### Saison 3
Pendant la saison 3, il tente de s'attaquer aux deux tueuses (Buffy Summers et Faith Lehane) et de les éliminer. Mais toutes ses tentatives, par l'intermédiaire de son bras droit Mister Trick, échouent. Dans l'épisode Effet chocolat, Buffy élimine un démon à qui le maire rend tribut. Après un premier rituel dans l'épisode El Eliminati, il devient invulnérable sous sa forme humaine durant les cent jours précédant l'Ascension. Un vampire tranche sa tête en deux mais elle régénère immédiatement après. Dans l'épisode Au-dessus des lois, Faith lui propose ses services et une complicité père/fille s'installe entre eux. Dans La Boîte de Gavrock, le maire rencontre Buffy pour la première fois et la fait douter en remettant en question la viabilité de sa relation avec Angel.
Plus tard, Faith tombe dans le coma lors d'un combat avec Buffy, ce qui met le maire dans une colère noire. Il veut la venger et essaie de tuer Buffy de ses propres mains mais est arrêté par Angel. Mais éliminer Buffy n'est pas sa principale préoccupation, il veut surtout devenir un démon supérieur grâce à l'Ascension. Il y parvient dans le dernier épisode lors de la cérémonie de remise des diplômes du lycée, se transformant en gigantesque serpent. Mais Buffy, le provoque en mentionnant Faith (la faiblesse humaine du maire), et l'entraîne dans la bibliothèque, préalablement piégée avec de la dynamite, que Giles fait exploser alors qu'il est à l'intérieur. 

### Saisons 4 et 7
Dans l'épisode Une revenante, partie 1, il apparaît sous la forme d'une vidéo que Faith visionne. On peut voir à travers cette cassette, le lien qui unit Faith au maire, car Faith est heureuse de le revoir. Il permet l'échange de corps entre Buffy et Faith grâce à un bracelet magique qu'il lui fait parvenir.
La Force prend à deux reprises son apparence dans la saison 7, la première fois pour tourmenter Spike et la deuxième fois pour essayer de manipuler Faith, ce qui est un échec.

## Caractérisation
Richard Wilkins, malgré son statut de « grand méchant » de la saison 3, est rendu en partie sympathique en raison de l'amour qu'il porte à Faith, pour laquelle il joue le rôle d'un véritable père. Pour Jane Espenson, Harry Groener est en grande partie responsable de la popularité du personnage, donnant par son jeu d'acteur une véritable « jubilation innocente à sa propre malfaisance ». Il a une attitude paternaliste et défend des valeurs conservatrices telles que la famille. Détestant la vulgarité, il emploie un langage châtié, dispense des conseils saugrenus et use de menaces voilées. Son aspect modeste, sa peur des microbes et son intérêt pour des activités comme le mini-golf ou la lecture de bandes dessinées humoristiques font partie de l'exploration de l’ambiguïté morale, qui est un des thèmes de la saison 3.
La sincère affection mutuelle que se portent le maire et Faith est en opposition avec leur malfaisance et la violence qu'ils engendrent. Ils sont rapprochés par leur solitude, n'ayant tous deux aucune famille vivante. Le maire se montre fier des réussites de Faith et l'aide à se bâtir un amour-propre. Pour Lorna Jowett, le fait qu'il n'y ait aucun élément sexuel dans leur relation la rend encore plus forte. Jowett compare par ailleurs le maire au maître car, même si l'apparence du premier est bien moins effrayante, ils représentent tous deux le patriarcat, étant par exemple tous deux au sommet d'une hiérarchie et appelés par un titre et non par un nom. Le maire se révèle finalement être un mauvais père car, en tant que défenseur du patriarcat, il maintient sa position dominante, Faith étant condamnée à lui rester subordonnée. À la différence la relation existante entre Buffy et Giles, Faith n'affirme pas son indépendance vis-à-vis du maire mais recherche son approbation ainsi que le confort matériel qu'il lui apporte en obéissant loyalement aux ordres.